# راي فيشر (لاعب كرة قدم أمريكية)
راي فيشر (بالإنجليزية: Ray Fisher)‏ هو لاعب كرة قدم أمريكية أمريكي، ولد في 12 فبراير 1934 في تشارلستون في الولايات المتحدة.

## وصلات خارجية
- راي فيشر على موقع مرجع كرة القدم المحترفة.كوم (الإنجليزية)